# Lestomyia sabulona
Lestomyia sabulona är en tvåvingeart som först beskrevs av Osten Sacken 1877.  Lestomyia sabulona ingår i släktet Lestomyia och familjen rovflugor.
Artens utbredningsområde är Kalifornien. Inga underarter finns listade i Catalogue of Life.